# Международный аэропорт имени Хосе Мария Кордовы

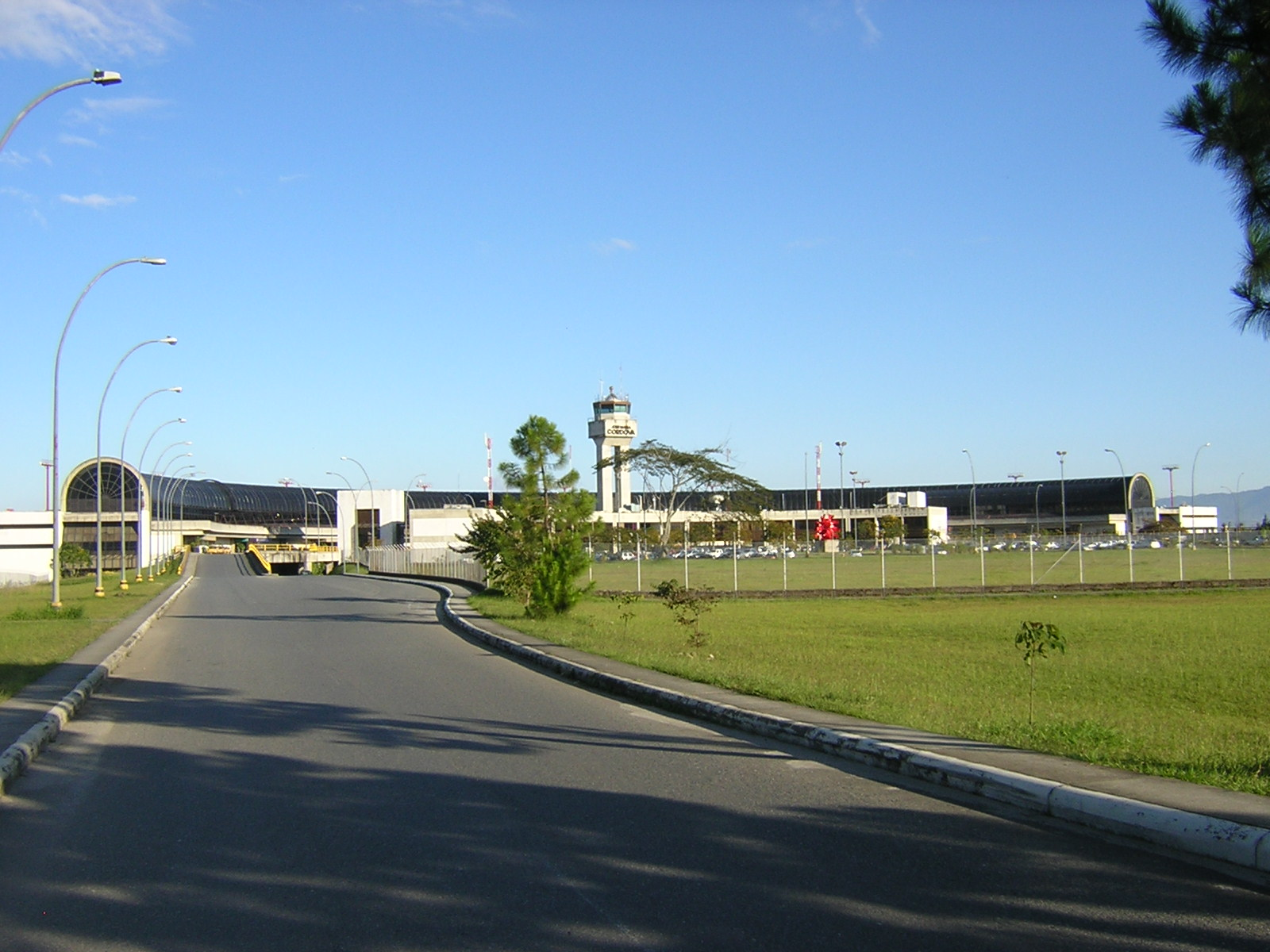
Вид на пассажирский терминал международного аэропорта имени Хосе Мария Кордовы

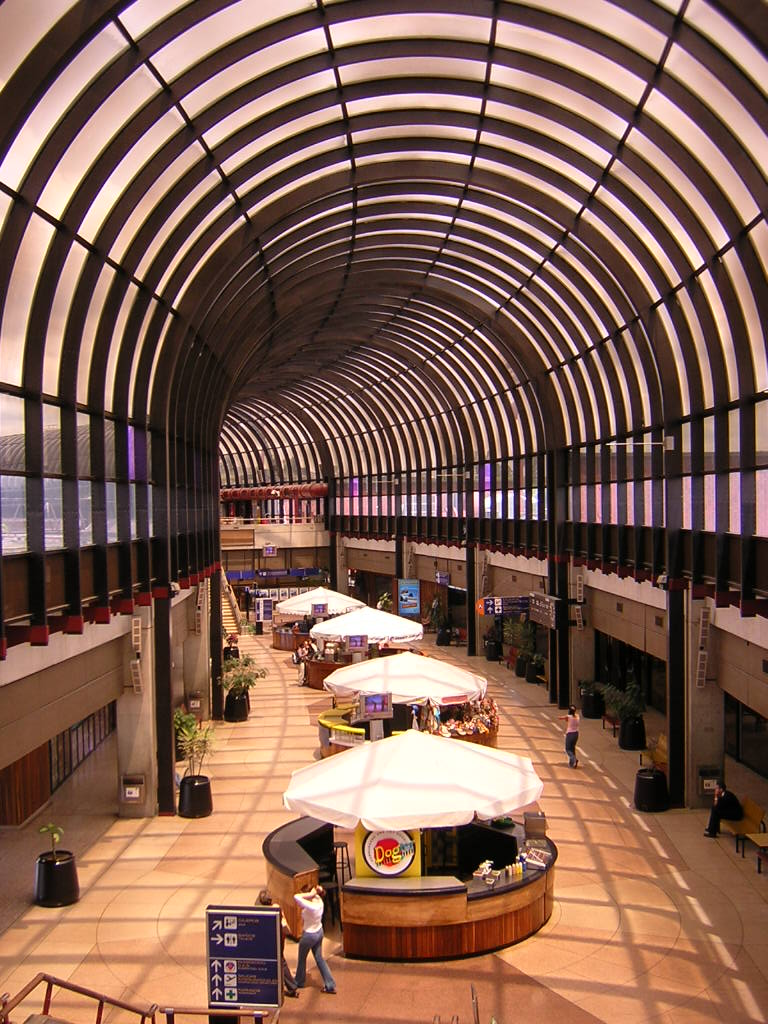
В терминале аэропорта

Международный аэропорт имени Хосе Мария Кордовы (исп. Aeropuerto Internacional José María Córdova) (ИАТА: MDE, ИКАО: SKRG) — гражданский аэропорт, расположенный в городе Рионегро (департамент Антьокия, Колумбия), и обслуживающий коммерческие авиаперевозки города Медельин. Занимает второе место после столичного Эль-Дорадо среди всех аэропортов страны по показателям пассажиропотока, грузооборота и количеству взлётов и посадок воздушных судов в год.
Медельин Кордова — важнейший аэропорт в западной части Колумбии, порт связан регулярными маршрутами со странами Карибского бассейна, Европы, США, Центральной и Южной Америки. На международном направлении самым загруженным является маршрут в Панаму (Токумен), на внутренних — маршрут в международный аэропорт Эль-Дорадо, обслуживаемый авиакомпаниями Avianca, Copa Airlines Colombia, Viva Colombia и LAN Colombia.
В значительной мере развиты грузовые авиаперевозки, основу которых составляет экспорт цветочной и другой продукции из департамента Антьокия в Европу и Северную Америку.
С момента своего открытия в 1985 году и до 1990 года Медельин Кордова испытывал постоянные перегрузки в обслуживании как пассажирских, так и грузовых рейсов. Причиной этому послужило закрытие на реконструкцию другого медельинского аэропорта имени Энрике Олайя Эрреры. С открытием обновлённой воздушной гавани трафик в Кордове претерпел резкое снижение, однако начиная с 1993 года наблюдается постоянный и неуклонный рост объёмов перевозок и количества работающих в нём авиакомпаний, включая появившиеся на рынке пассажирские American Airlines, LAN, TACA Airlines, Aerogal и грузовые Martinair, Centurion Air Cargo, ABSA Cargo Airline, Florida West International Airways, Tampa Cargo, LANCO и AeroSucre.

## Общие сведения
Международный аэропорт имени Хосе Мария Кордовы занимает второе место среди воздушных гаваней Колумбии по всем операционным показателям после столичного аэропорта Эль-Дорадо как на внутренних, так и на международных направлениях. Другой медельинский аэропорт имени Энрике Олая Эрреры обслуживает только региональные и местные маршруты.
Порт получил своё название в честь участника борьбы южноамериканских колоний за независимость генерала Хосе Мария Кордовы Муньоса, родившегося в городе Рионегро.
Инфраструктура аэропорта сертифицирована на обслуживание всех коммерческих лайнеров, включая A380. В январе 2006 года Airbus A380 находился в Кордове в рамках технических испытаний двигателей самолёта.
Крупнейший в аэропорту грузовой оператор Tampa Cargo работает по направлениям в Северную, Центральную и Южную Америку, эксплуатируя собственный терминал со всеми типами лайнеров, включая Boeing 747, Douglas DC-10 и Boeing 767.
В пассажирском терминале работают три ресторана, торговая зона с офисами банков, банкоматами, пунктами обмена валюты и службой аренды автомобилей. Национальная авиакомпания Avianca предлагает услуги собственного зала повышенной комфортности для пассажиров внутренних и международных рейсов. За пределами терминала расположены парковка на 250 автомобильных мест и отдельная парковочная зона для мотоциклов. На аэровокзальной площади находится остановка автобусов (называемых здесь «collectivos») и стоянка такси.

## История

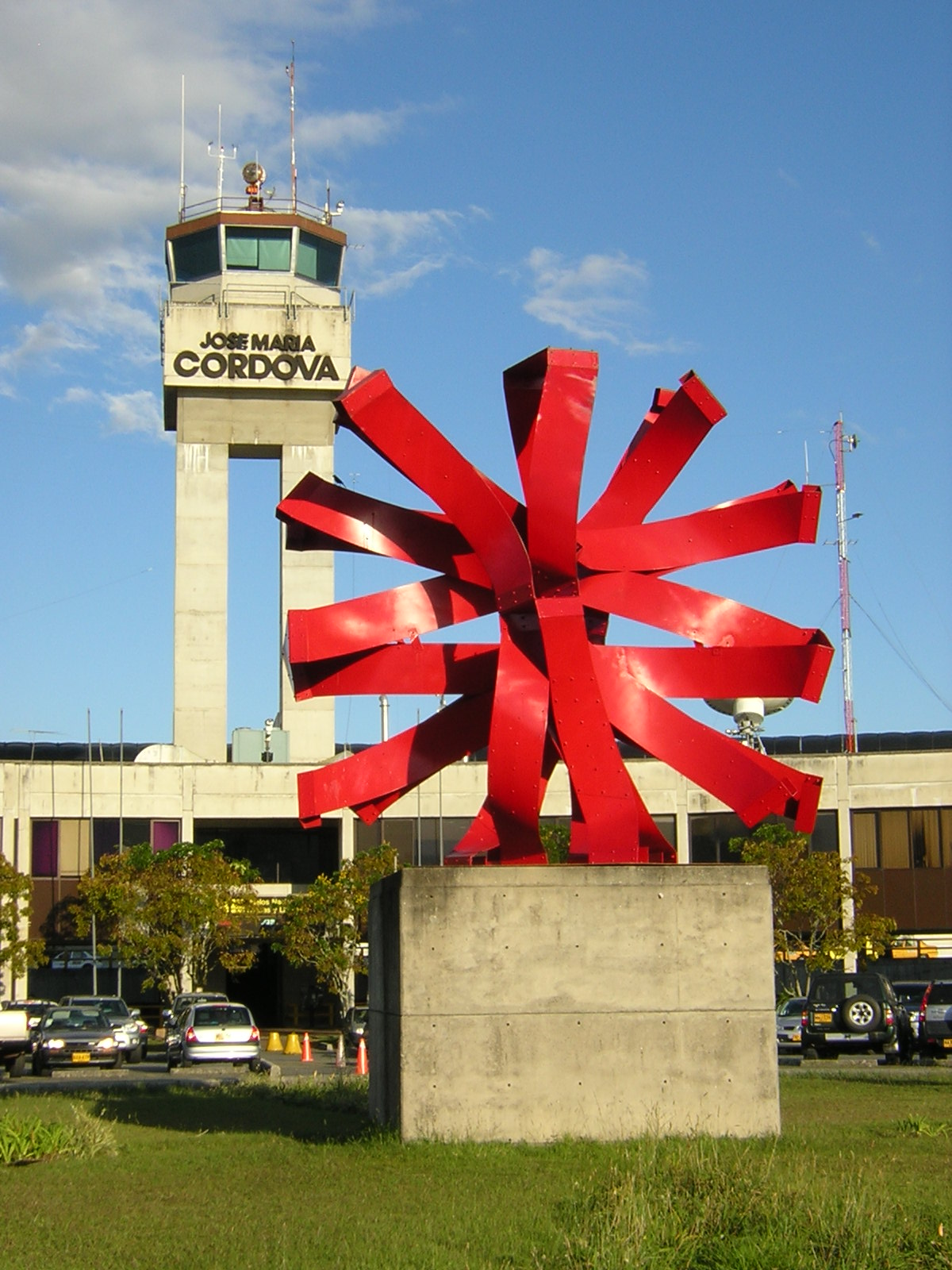
Композиция «El Sol» на переднем плане, на заднем плане — вышка контрольно-диспетчерского пункта аэропорта

Примерно в 1930—1932-х годах три богатейшие семьи медельинской метрополии задались целью обеспечить город сервисом воздушных перевозок, в первую очередь для перевозки пассажиров и почтовых грузов из Медельина в Пуэрто-Беррио вдоль реки Магдалена, а также в Боготу. Один из бизнесменов Гонсало Мехия (исп. Gonzalo Mejia) предложил место для строительства аэродрома, которое впоследствии одобрила нью-йоркская фирма-подрядчик Curtiss Wright и утвердил городской совет Медельина. В короткие сроки была отстроена грунтовая взлётно-посадочная полоса длиной в 974 метра, позднее возведена инфраструктура для обслуживания пассажиров. В дальнейшем порт стал называться «аэропортом имени Энрике Олая Эрреры». К этому времени из Боготы и Барранкильи полном ходом работали авиакомпании SACO и SCADTA.
В 1970-х годах в связи с бурным ростом коммерческих авиаперевозок назрела необходимость в строительстве нового и более современного аэропорта для обслуживания всего департамента Антьокия. В качестве площадки рассматривались два варианта: один — в непосредственной близости от муниципалитета Барбоса в северо-восточной части агломерации, второй — в долине Сан-Николас в черте города Рионегро на востоке агломерации. Выбор местоположения нового аэропорта пал на второй вариант.
После нескольких лет строительных работ в 1985 году был открыт международный аэропорт имени Хосе Мария Кордовы. Почти сразу же национальный авиаперевозчик Avianca провёл тестовые полёты больших лайнеров Boeing 747, после чего начал переводить рейсы из «Олая Эрреры» в Кордову. В течение нескольких лет загруженность первого аэропорта упала практически до нуля вследствие ухода перевозчиков во второй порт. В современном периоде обе воздушные гавани работают, поделив между собой регионы обслуживания маршрутов.

## Статистика
| Место | Аэропорт                            | Пассажиров | Основные операторы                                           |
| ----- | ----------------------------------- | ---------- | ------------------------------------------------------------ |
| 1     | Богота (Эль-Дорадо)                 | 1 843 205  | Avianca, Copa Airlines Colombia, LAN Colombia, Viva Colombia |
| 2     | Картахена                           | 372 226    | Avianca, Viva Colombia, LAN Colombia                         |
| 3     | Кали                                | 312 137    | Avianca, Viva Colombia, LAN Colombia                         |
| 4     | Барранкилья (Эрнесто Кортиссоса)    | 222 678    | Avianca, Viva Colombia                                       |
| 5     | Сан-Андрес (Густаво Рохаса Пинильи) | 190 015    | LAN Colombia, Viva Colombia                                  |
| 6     | Санта-Марта (Симона Боливара)       | 154 924    | Avianca, Viva Colombia                                       |

| Место | Аэропорт                  | Пассажиров | % изменения | Основные операторы               |
| ----- | ------------------------- | ---------- | ----------- | -------------------------------- |
| 1     | Панама (Токумен)          | 222 781    | ▲ 0,47 %    | Copa Airlines Colombia           |
| 2     | Майами                    | 132 281    | ▼ 6,70 %    | American Airlines, Avianca       |
| 3     | Форт-Лодердейл            | 114 935    | ▼ 3,89 %    | JetBlue Airways, Spirit Airlines |
| 4     | Мадрид (Барахас)          | 39 784     | ▲ 18,39 %   | Avianca, Iberia                  |
| 5     | Мехико                    | 37 902     | ▲ 104,2 %   | Aeromexico                       |
| 6     | Нью-Йорк (Джона Кеннеди)  | 35 579     | ▲ 13,27 %   | Avianca                          |
| 7     | Лима                      | 28 008     | ▼ 19,51 %   | Avianca Perú                     |
| 8     | Кюрасао                   | 11 162     | ▲ 2,21 %    | Insel Air                        |
| 9     | Аруба (королевы Беатрикс) | 4357       | ▼ 23,10 %   | Insel Air Aruba                  |
| 10    | Сан-Сальвадор             | 3823       | ▲ 36,20 %   | Avianca El Salvador              |

## Авиакомпании и пункты назначения

### Пассажирские
Примечания:
- 1На маршруте между Медельином и Мадридом авиакомпания Iberia имеет промежуточную остановку в Кали. Однако, авиакомпания не имеет права продавать билеты на отрезок между Медельином и Кали

### Грузовые
- AeroSucre
- ABSA Cargo Airline
- Centurion Air Cargo
- Cielos Airlines
- Florida West International Airways
- Kalitta Air
- Líneas Aéreas Suramericanas
- LAN Cargo
- LANCO
- MasAir
- Master Top Airlines
- Tampa Cargo
- Tradewinds Airlines

## Авиапроисшествия и инциденты
- 21 декабря 1996 года. Ан-32Б (регистрационный HK-4008X) авиакомпании SELVA Colombia выполнял грузовой рейс из Боготы в Медельин с грузом в 6 тонн. При заходе на посадку в аэропорту назначения в условиях плотного тумана самолёт оказался в четырёх километрах слева от осевой линии взлётно-посадочной полосы 36. Пилоты выполнили серию резких доворотов вправо с большим креном, в ходе одного из доворотов машина потеряла высоту и столкнулась с землёй в 5,5 километрах от полосы. Погибли все четверо человек, находившихся на борту.
- 22 декабря 1998 года. Ан-32Б (регистрационный HK-3930X) авиакомпании SELVA Colombia в аналогичных обстоятельствах, что и год назад, потерпел крушение при выполнении грузового рейса из Боготы. Погибли все пять человек, находившихся на борту лайнера.
- 15 октября 2004 года. Douglas DC-3 (регистрационный HK-1503) авиакомпании Aerovanguardia в 06:30 местного времени вылетел грузовым рейсом из аэропорта Ла-Вангуардия (Вильявисенсьо) в Кордову. Спустя час диспетчеры проинформировали экипаж о том, что аэропорт назначения закрыт по метеоусловиям (плотный туман). Пилот принял решение об уходе на запасной аэродром, однако в процессе снижения до второго медельинского аэропорта «Олая Эррера» совершил ошибку, вследствие чего самолёт задел линии электропередач и упал вблизи города Санта-Елена к западу от Рионегро. На борту находилось трое человек, погибли все[1].
- 7 июня 2006 года. Boeing 747-200F (регистрационный N922FT) авиакомпании Tradewinds Airlines. В процессе разбега на ВПП отказал один из двигателей самолёта. Экипаж принял решение прервать взлёт, однако машина выкатилась за пределы полосы. Из шестерых человек на борту один пилот получил травмы. Инцидент оказался зафиксированным видеокамерами аэропорта Кордова[2][3].
- 3 января 2009 года. Boeing 737-800 авиакомпании American Airlines выполнял регулярный рейс 924 в Майами. После взлёта из Кордовы отказал один из двигателей лайнера, экипаж выполнил разворот и пошёл на аварийную посадку в аэропорту вылета. На взлётно-посадочной полосе пилоты были вынуждены применить максимальное торможение, в результате чего произошёл перегрев тормозов и взрыв одной из шин шасси. После инцидента аэропорт был закрыт на 4 часа. На борту самолёта находилось 148 пассажиров, никто не пострадал.